# Sonda di emissione fotonica
La sonda di emissione fotonica è uno strumento che si usa per misurare segnali temporizzanti nei dispositivi a semiconduttori. Le misurazioni dei tempi di emissione fotonica sono eseguite sul lato posteriore del dispositivo a semiconduttori. Il substrato del dispositivo in analisi deve essere prima assottigliato meccanicamente. Il dispositivo viene montato su un piatto traslatore lungo gli assi X-Y in una chiusa che lo scherma da tutte le sorgenti luminose. Il dispositivo viene poi collegato a degli stimoli elettrici attivi. Lo schema di stimolazione viene continuamente iterato ed un impulso di azionamento viene inviato allo strumento sonda di emissione fotonica per informarlo quando lo schema di 
prova si ripete. Questa sonda funzione come un oscilloscopio di campionatura, e viene utilizzato per l'analisi dei guasti dei semiconduttori.

## Teoria di funzionamento
Quando lo schema di stimolazione elettrica viene applicato iterativamente al dispositivo da controllare, i transistori interni si accendono e si spengono. Quando i transistori nMOS e pMOS si accendono e si spengono emettono dei fotoni. Queste emissioni di fotoni sono registrate da un rivelatore sensibile ai fotoni. Contando il numero di fotoni emessi da un specifico transistor in un intervallo di tempo, un istogramma fotonico può essere costruito. L'istogramma fotonico indica un aumento nella emissione fotonica durante i tempi di transizione di acceso o spento. Rivelando le emissione fotoniche congiunte di coppie di transistor a canali -p e -n contenuti in una porta logica, è possibile utilizzare il diagramma che ne risulta per stabilire la locazione temporale dei lati in salita e in discesa del segnale su quel punto. La forma d'onda prodotta non è rappresentativa di una reale tensione, ma ne rappresenta accuratamente la derivata, con i picchi fotonici che sono osservati solamente ai lati.